# Tressan
Tressan ist eine französische Gemeinde im Département Hérault in der Region Okzitanien. Sie hat 688 Einwohner (1. Januar 2022) auf einer Fläche von 3,92 km².

## Geografie
Tressan liegt am linken Ufer des Hérault, etwa 40 Kilometer westlich von Montpellier und 40 Kilometer nordöstlich von Béziers auf einem Hügel und ist von Weinbergen umgeben.

## Geschichte
Tressan gehörte im 12. Jahrhundert zum Besitz der Grafen Guilhem de Montpellier. Tressans Stadtkern ist befestigt. Die mittelalterliche Stadt wurde zur Kontrolle der Handels- und Reisewege der Umgebung genutzt. Das Tal des Hérault wurde einst von Benediktinern kultiviert; sumpfige Partien wurden entwässert, um Landwirtschaft und Weinbau betreiben zu können.

### Bevölkerungsentwicklung
| Jahr      | 1962 | 1968 | 1975 | 1982 | 1990 | 1999 | 2007 | 2019 |
| Einwohner | 307  | 386  | 318  | 303  | 299  | 402  | 489  | 676  |

## Sehenswürdigkeiten
Der Ortskern ist eng bebaut und befestigt; er beherbergt unter anderem das Schloss der Grafen von Tressan. Die Pfarrkirche Saint-Geniès stammt ursprünglich aus dem 17. Jahrhundert. Der Kirchturm wurde Ende des 19. Jahrhunderts erneuert. Der Brunnen Font de Las Costes aus dem 18. Jahrhundert wurde bis 2011 restauriert.

## Wirtschaft
In der Umgebung von Tressan wird nach wie vor vor allem Weinbau betrieben. Der Ort selbst wird touristisch genutzt.

## Verkehr
Durch die Gemeinde führt die Departementsstraße D32 von Montagnac nach Gignac. Die nächstliegende Autobahn ist die A 75, die nächsten Flughäfen befinden sich in Béziers, Montpellier und Nîmes.